# عیسی علی
عیسی علی البلوشی (عربی: عيسى علي البلوشي؛ زادهٔ ۲ آوریل ۱۹۸۱) یک بازیکن فوتبال اهل امارات متحده عربی است.
از باشگاه‌هایی که در آن بازی کرده‌است می‌توان به الوصل و النصر اشاره کرد.
وی همچنین در تیم ملی فوتبال تیم ملی فوتبال امارات متحده عربی بازی کرده‌است.